# Syndiamesa longipilosa
Syndiamesa longipilosa är en tvåvingeart som beskrevs av Hideki Endo 2007. Syndiamesa longipilosa ingår i släktet Syndiamesa och familjen fjädermyggor. Inga underarter finns listade i Catalogue of Life.